# Clair-obscur (film, 1988)
Pour les articles homonymes, voir Clair-obscur (homonymie).
Pour plus de détails, voir Fiche technique et Distribution.
Clair-obscur est un film canadien réalisé par Bashar Shbib, sorti en 1988.

## Synopsis
Sur une vieille ferme aux abords d’une petite ville de campagne, Edouard vit avec son fils Philipe, sa femme Anne et leur fille Stéphanie. Leur quotidien est bouleversé par l’arrivée de Pol, chanteuse qui revient après des années d’absence et qui loge dans le seul hôtel de la ville. Philipe, attiré par elle, passe son temps à l’hôtel où elle donne des spectacles, ce qui sème la discorde dans la famille.

## Fiche technique
- Titre : Clair-obscur
- Réalisation : Bashar Shbib
- Scénario : Bashar Shbib, Maryse Wilder
- Production : Bashar Shbib, Hélène Verrier
- Photographie : Stephen Reizes
- Montage : Albert Kish
- Musique : François Giroux
- Pays d'origine : Canada
- Langue : anglais
- Durée :  76 min
- Format : couleur, 35 mm
- Budget :  1 000 000 $
- Date de sortie : 1er septembre 1988[1].

## Distribution
- Jack Spinner : Edouard
- Paul Babiak : Philipe
- Bobo Vian : Anne
- Barbara Zsigovics : Stephanie
- Susan Eyton-Jones : Pol

## Production
Bashar Shbib a eu des démêlés avec Téléfilm Canada qui aurait interrompu le financement de Clair-obscur, retardant ainsi la production du film pendant huit mois. En protestation, Shbib a bloqué l'entrée des bureaux de la Société générale du cinéma du Québéc avec sa table de montage pendant une journée et une nuit.

Le film a été tourné dans le village d'Abercorn.

## Diffusion et réception
Clair-obscur a été distribué par le Cineplex Divertissement.
Le film a reçu une très bonne critique dans La Presse au moment de sa sortie au Festival des films du monde en 1988.

### Distinctions
Clair-obscur a obtenu le prix du public au « Festival international de cinéma et monde rural » à Aurillac.

## Style et genre
Clair-obscur est un film musical, mais sans paroles, qui fait appel au symbolisme et à l’onirisme plutôt qu’aux dialogues. Le film a été qualifié de « conte fantastique pour adultes et amateurs d’art lyrique », ainsi que de « fable surréaliste ».

### Sources d'inspiration
Bashar Shbib dit avoir été inspiré par les contes d'Andersen, des frères Grimm, et par Les Mille et Une Nuits.

### Nouveau cinéma anglo-québécois
Le film a été longuement commenté dans À la recherche d'une identité: Renaissance du cinéma d'auteur canadien-anglais, dans lequel l’auteur soulève plusieurs caractéristiques du cinéma de Bashar Shbib reliées au nouveau cinéma canadien-anglais : le « refus d’une narration traditionnelle, [le] refus de se limiter aux cadres rigides d’une pratique cinématographique conventionnelle », « l’utilisation de la vidéo en tant que medium », l’héritage du documentaire dans la « volonté de montrer la réalité à travers la fiction », ainsi que l’« exploration » à laquelle se livre Bashar Shbib dans  Clair-obscur.